# 金特斯莱本-韦希马尔
金特斯莱本-韦希马尔（德語：Günthersleben-Wechmar）是德国图林根州的一个市镇。总面积26.80平方公里，总人口2996人，其中男性1477人，女性1519人（2011年12月31日），人口密度112人/平方公里。